# Lý Trần Thản
Lý Trần Thản (1721 – 1776) là một tiến sĩ Việt Nam thời nhà Lê trung hưng, từng giữ chức thượng thư Bộ Binh, là con rể của Lê Quý Đôn.

## Thân thế sự nghiệp
Lý Trần Thản quê ở Lê Xá, xã Châu Sơn, huyện Duy Tiên (nay là xã Tiên Sơn, thị xã Duy Tiên), tỉnh Hà Nam. Ông sinh ngày 12 tháng 3 năm Tân Sửu (1721), đỗ tam trường năm thứ 4 đời Lê Hiển Tông rồi làm tri huyện Phú Xuyên 21 năm. Năm Cảnh Hưng thứ 27, vua Lê Hiển Tông mến trọng tài năng vời ông về kinh đô phong tước hầu, chức Hữu Thị lang, đặc trách dạy dỗ các con vua. Năm 1769, lúc 48 tuổi, Lý Trần Thản đỗ tiến sĩ. Tháng 10 âm lịch cùng năm, chúa Trịnh Sâm bổ dụng Lý Trần Thản giữ chức hữu tư giảng để cùng Nguyễn Lệ (giữ chức tả tư giảng) dạy con trai ông ta là Trịnh Khải. Do tài kiêm văn võ, ông được vua giao trấn giữ Hưng Hóa (Phú Thọ, Sơn Tây), đốc lĩnh các đạo quân ở Tuyên Hưng, được phong Tuy Viễn hầu, Thượng thư Bộ Binh.
Ông còn có hai người anh trai cùng cha khác mẹ là Lý Trần Quán và Lý Trần Dự. Ông mất ngày 14 tháng 2 năm 1776. Tại đình làng Thanh Liệt thờ Chu Văn An và cháu bốn đời Chu Đình Báo còn lưu nhiều dấu tích của ông. Khi ông mất, vì có công với làng xã nên được phong làm thần hoàng làng Lê Xá, nay đình làng nơi thờ ông đã được Bộ Văn hóa Việt Nam xếp hạng di tích lịch sử cấp quốc gia.